# 弗拉基米尔·梅金斯基
弗拉基米尔·罗斯季斯拉沃维奇·梅金斯基（羅馬化：Vladimir Rostislavovich Medinskiy；1970年7月18日—），俄羅斯政治家、學者及公關人員、統一俄羅斯黨總委員會成員。2012年5月至2020年1月期間擔任俄羅斯聯邦文化部部長。2020年至今，任俄羅斯聯邦總統助理。2022年俄羅斯入侵烏克蘭期間，擔任俄方談判代表團團長，負責與烏克蘭進行和平談判。